# Classifica dei marcatori della Ligue 1
Di seguito è riportata la classifica dei 90 giocatori che nella storia della Ligue 1 hanno realizzato almeno 100 reti. L'elenco tiene conto dei campionati a partire dal 1932-1933 fino ad oggi. In grassetto sono riportati i calciatori tuttora militanti in Ligue 1 e i club per i quali giocano.

## Lista dei migliori marcatori in assoluto
Elenco aggiornato al 13 aprile 2025.
|    | Naz.                      | Nome                   | Reti | Pres. | Media | Anni                          | Reti per squadra                                                                                            |
| -- | ------------------------- | ---------------------- | ---- | ----- | ----- | ----------------------------- | --- |
| 1  | /                         | Delio Onnis            | 299  | 449   | 0,67  | 1971-1986                     | 39 Stade Reims, 157 Monaco, 64 Tours, 39 Tolone                                                             |
| 2  | Francia (bandiera)        | Bernard Lacombe        | 255  | 497   | 0,51  | 1969-1987                     | 123 Olympique Lione, 14 Saint-Étienne, 118 Bordeaux                                                         |
| 3  | Francia (bandiera)        | Hervé Revelli          | 216  | 389   | 0,56  | 1965-1978                     | 175 Saint-Étienne, 41 Nizza                                                                                 |
| 4  | Francia (bandiera)        | Roger Courtois         | 210  | 288   | 0,73  | 1933-1956                     | 209 Sochaux, 1 Troyes                                                                                       |
| 5  | Francia (bandiera)        | Thadée Cisowski        | 206  | 286   | 0,72  | 1947-1961                     | 45 Metz, 152 RC France, 9 Valenciennes                                                                      |
| 6  | Francia (bandiera)        | Roger Piantoni         | 203  | 394   | 0,51  | 1950-1966                     | 91 FC Nancy, 106 Stade Reims, 6 Nizza                                                                       |
| 7  | Francia (bandiera)        | Kylian Mbappé          | 191  | 246   | 0,78  | 2015-2024                     | 16 Monaco, 175 Paris Saint-Germain                                                                          |
| 8  | Francia (bandiera)        | Joseph Ujlaki          | 190  | 438   | 0,43  | 1947-1964                     | 3 Stade Français, 15 Sète, 38 Nîmes, 59 Nizza, 75 RC France                                                 |
| 9  | Francia (bandiera)        | Fleury Di Nallo        | 187  | 425   | 0,44  | 1960-1975                     | 182 Olympique Lione, 5 Red Star                                                                             |
| 10 | Argentina (bandiera)      | Carlos Bianchi         | 179  | 220   | 0,81  | 1973-1980                     | 107 Stade Reims, 64 Paris Saint-Germain, 8 Strasburgo                                                       |
|    | Svezia (bandiera)         | Gunnar Andersson       | 179  | 234   | 0,76  | 1950-1960                     | 169 Olympique Marsiglia, 10 Bordeaux                                                                        |
| 12 | Marocco (bandiera)        | Hassan Akesbi          | 173  | 293   | 0,59  | 1955-1964                     | 119 Nîmes, 48 Stade Reims, 6 Monaco                                                                         |
| 13 | Francia (bandiera)        | Jean Baratte           | 169  | 278   | 0,60  | 1945-1955                     | 167 Lilla, 2 Roubaix-Tourcoing                                                                              |
| 14 | Francia (bandiera)        | Just Fontaine          | 164  | 200   | 0,82  | 1953-1962                     | 42 Nizza, 122 Stade Reims                                                                                   |
| 15 | Francia (bandiera)        | Alain Giresse          | 163  | 586   | 0,28  | 1970-1988                     | 158 Bordeaux, 5 Olympique Marsiglia                                                                         |
| 16 | Francia (bandiera)        | Wissam Ben Yedder      | 161  | 320   | 0,50  | 2010-2016 2019-2024           | 63 Tolosa, 98 Monaco                                                                                        |
| 17 | Francia (bandiera)        | André Guy              | 159  | 271   | 0,59  | 1961-1971                     | 3 Sochaux, 45 Saint-Étienne, 42 Lilla, 64 Olympique Lione, 5 Rennes                                         |
| 18 | Francia (bandiera)        | Alexandre Lacazette    | 158  | 293   | 0,54  | 2009-2017 2022-oggi           | 158 Olympique Lione                                                                                         |
| 19 | Francia (bandiera)        | Désiré Koranyi         | 157  | 252   | 0,62  | 1935-1950                     | 157 Sète |
| 20 | Francia (bandiera)        | Jean-Pierre Papin      | 156  | 270   | 0,58  | 1986-1998                     | 134 Olympique Marsiglia, 22 Bordeaux                                                                        |
| 21 | Francia (bandiera)        | Jacky Vergnes          | 153  | 328   | 0,47  | 1968-1982                     | 11 Red Star, 72 Nîmes, 20 Bastia, 11 Stade Reims, 19 Laval, 12 Strasburgo, 8 Bordeaux                       |
| 22 | Jugoslavia (bandiera)     | Josip Skoblar          | 151  | 174   | 0,87  | 1966-1975                     | 151 Olympique Marsiglia                                                                                     |
| 23 | Francia (bandiera)        | Lucien Cossou          | 149  | 285   | 0,52  | 1956-1968                     | 17 Pays d'Aix, 35 Olympique Lione, 97 Monaco                                                                |
| 24 | Francia (bandiera)        | Dominique Rocheteau    | 145  | 417   | 0,35  | 1972-1989                     | 51 Saint-Étienne, 83 Paris Saint-Germain, 11 Tolosa                                                         |
| 25 | Algeria (bandiera)        | Rachid Mekhloufi       | 143  | 341   | 0,42  | 1954-1970                     | 123 Saint-Étienne, 20 Bastia                                                                                |
| 26 | Portogallo (bandiera)     | Pauleta                | 141  | 266   | 0,53  | 2000-2008                     | 65 Bordeaux, 76 Paris Saint-Germain                                                                         |
| 27 | Francia (bandiera)        | Yvon Douis             | 140  | 379   | 0,37  | 1953-1967                     | 50 Lilla, 28 Le Havre, 62 Monaco                                                                            |
| 28 | Francia (bandiera)        | Michel Platini         | 139  | 253   | 0,55  | 1972-1982                     | 81 Nancy, 58 Saint-Étienne                                                                                  |
|    | Francia (bandiera)        | Stéphane Bruey         | 139  | 423   | 0,33  | 1950-1966                     | 11 RC France, 25 Monaco, 93 Angers, 10 Olympique Lione                                                      |
| 30 | Uruguay (bandiera)        | Edinson Cavani         | 138  | 200   | 0,69  | 2013-2020                     | 138 Paris Saint-Germain                                                                                     |
|    | Brasile (bandiera)        | Sonny Anderson         | 138  | 221   | 0,62  | 1993-2003                     | 16 Olympique Marsiglia, 51 Monaco, 71 Olympique Lione                                                       |
| 32 | Mali (bandiera)           | Salif Keïta            | 135  | 167   | 0,81  | 1967-1973                     | 125 Saint-Étienne, 10 Olympique Marsiglia                                                                   |
| 33 | Francia (bandiera)        | Henri Hiltl            | 134  | 251   | 0,53  | 1933-1948                     | 84 Excelsior Roubaix, 50 Roubaix-Tourcoing                                                                  |
| 34 | Francia (bandiera)        | Héctor De Bourgoing    | 132  | 257   | 0,51  | 1959-1969                     | 65 Nizza, 68 Bordeaux                                                                                       |
|    | Francia (bandiera)        | Jacques Foix           | 132  | 361   | 0,36  | 1951-1964                     | 24 RC France, 54 Saint-Étienne, 50 Nizza, 4 Tolosa                                                          |
|    | Francia (bandiera)        | Yannick Stopyra        | 132  | 456   | 0,29  | 1977-1992                     | 57 Sochaux, 10 Rennes, 46 Tolosa, 8 Bordeaux, 9 Cannes, 2 Metz                                              |
| 37 | Francia (bandiera)        | Bernard Zénier         | 130  | 466   | 0,28  | 1974-1991                     | 55 Metz, 53 Nancy, 4 Bordeaux, 18 Olympique Marsiglia                                                       |
| 38 | Rep. del Congo (bandiera) | François M'Pelé        | 129  | 349   | 0,37  | 1969-1981                     | 57 Ajaccio, 60 Paris Saint-Germain, 12 Lens                                                                 |
|    | Francia (bandiera)        | Gérard Soler           | 129  | 428   | 0,30  | 1972-1987                     | 67 Sochaux, 9 Monaco, 16 Bordeaux, 19 Tolosa, 6 Strasburgo, 6 Bastia, 5 Lilla, 1 Rennes                     |
| 40 | Argentina (bandiera)      | Alberto Muro           | 128  | 269   | 0,47  | 1951-1962                     | 57 Sochaux, 43 Nizza, 28 FC Nancy                                                                           |
| 41 | Francia (bandiera)        | Jean Grumellon         | 126  | 203   | 0,62  | 1947-1954                     | 107 Rennes, 5 Nizza, 14 Le Havre                                                                            |
|    | Francia (bandiera)        | Lilian Laslandes       | 126  | 407   | 0,31  | 1992-2008                     | 47 Auxerre, 56 Bordeaux, 8 Bastia, 15 Nizza                                                                 |
| 43 | Camerun (bandiera)        | Joseph Yegba Maya      | 124  | 238   | 0,52  | 1962-1975                     | 79 Olympique Marsiglia, 33 Valenciennes, 12 Strasburgo                                                      |
| 44 | Francia (bandiera)        | Bafétimbi Gomis        | 122  | 340   | 0,36  | 2004-2017                     | 38 Saint-Étienne, 64 Olympique Lione, 20 Olympique Marsiglia                                                |
| 45 | Francia (bandiera)        | Henri Baillot          | 121  | 241   | 0,50  | 1945-1954                     | 80 Metz, 35 Bordeaux, 6 Strasburgo                                                                          |
|    | Francia (bandiera)        | Ernest Schultz         | 121  | 273   | 0,44  | 1954-1963                     | 35 Olympique Lione, 86 Tolosa                                                                               |
|    | Francia (bandiera)        | René Gardien           | 121  | 358   | 0,34  | 1947-1959                     | 121 Sochaux                                                                                                 |
| 48 | Francia (bandiera)        | François Félix         | 120  | 341   | 0,35  | 1968-1981                     | 5 Olympique Lione, 63 Bastia, 19 Paris FC, 10 Nîmes, 22 Angers, 1 Auxerre                                   |
|    | Francia (bandiera)        | Serge Chiesa           | 120  | 475   | 0,25  | 1969-1983                     | 120 Olympique Lione                                                                                         |
| 50 | Francia (bandiera)        | André Simonyi          | 119  | 185   | 0,64  | 1933-1953                     | 37 Olympique Lillois, 8 Sochaux, 47 Red Star, 13 Rennes, 9 Stade Français, 5 Roubaix-Tourcoing              |
|    | Francia (bandiera)        | Jean Vincent           | 119  | 421   | 0,28  | 1950-1964                     | 51 Lilla, 68 Stade Reims                                                                                    |
| 52 | Germania (bandiera)       | Oskar Rohr             | 118  | 136   | 0,87  | 1934-1939                     | 118 Strasburgo                                                                                              |
| 53 | Francia (bandiera)        | Nestor Combin          | 117  | 221   | 0,53  | 1959-1975                     | 68 Olympique Lione, 34 Metz, 15 Red Star                                                                    |
|    | Francia (bandiera)        | Didier Couécou         | 117  | 309   | 0,38  | 1962-1976                     | Bordeaux, Olympique Marsiglia, Nantes                                                                       |
|    | Francia (bandiera)        | Bernard Genghini       | 117  | 363   | 0,33  | 1976-1989                     | 60 Sochaux, 8 Saint-Étienne, 45 Monaco, 3 Olympique Marsiglia, 1 Bordeaux                                   |
|    | Francia (bandiera)        | Georges Lech           | 117  | 377   | 0,31  | 1962-1976                     | 71 Lens, 39 Sochaux, 7 Stade Reims                                                                          |
|    | Francia (bandiera)        | Dominique Rustichelli  | 117  | 459   | 0,25  | 1952-1970                     | 33 Olympique Marsiglia, 12 Sedan, 3 Strasburgo, 5 Stade Reims, 28 Nizza, 15 Stade Français, 21 Rouen        |
| 58 | Francia (bandiera)        | Ginès Liron            | 116  | 239   | 0,48  | 1954-1965                     | 21 Nîmes, 29 Sochaux, 18 Valenciennes, 48 Saint-Étienne                                                     |
| 59 | Francia (bandiera)        | Pierre Sinibaldi       | 115  | 189   | 0,61  | 1945-1955                     | 115 Stade Reims                                                                                             |
| 60 | Svezia (bandiera)         | Zlatan Ibrahimović     | 113  | 122   | 0,93  | 2012-2016                     | 113 Paris Saint-Germain                                                                                     |
|    | Francia (bandiera)        | Charly Loubet          | 113  | 359   | 0,31  | 1962-1975                     | 5 Stade Français, 77 Nizza, 31 Olympique Marsiglia                                                          |
|    | Francia (bandiera)        | Maryan Wisnieski       | 113  | 415   | 0,27  | 1953-1969                     | 93 Lens, 12 Saint-Étienne, 8 Sochaux                                                                        |
| 63 | Francia (bandiera)        | Éric Pécout            | 112  | 277   | 0,40  | 1974-1986                     | 73 Nantes, 17 Monaco, 8 Metz, 14 Strasburgo                                                                 |
|    | Francia (bandiera)        | André Strappe          | 112  | 357   | 0,31  | 1948-1961                     | 99 Lilla, 13 Le Havre                                                                                       |
| 65 | Francia (bandiera)        | Bernard Blanchet       | 111  | 357   | 0,31  | 1963-1974                     | 111 Nantes                                                                                                  |
| 66 | Francia (bandiera)        | Claude Papi            | 110  | 394   | 0,28  | 1968-1982                     | 110 Bastia                                                                                                  |
|    | Francia (bandiera)        | Albert Emon            | 110  | 410   | 0,27  | 1971-1988                     | 37 Olympique Marsiglia, 4 Stade Reims, 26 Monaco, 17 Olympique Lione, 21 Tolone, 5 Cannes                   |
| 68 | Francia (bandiera)        | Henri Skiba            | 109  | 295   | 0,37  | 1950-1963                     | 18 Monaco, 19 Strasburgo, 47 Nîmes, 3 Sochaux, 22 Stade Français                                            |
| 69 | Francia (bandiera)        | Pierre Flamion         | 106  | 285   | 0,37  | 1945-1950                     | 65 Stade Reims, 11 Olympique Marsiglia, 5 Olympique Lione, 24 Troyes, 1 Limoges                             |
|    | Francia (bandiera)        | Albert Gemmrich        | 106  | 308   | 0,34  | 1973-1986                     | 71 Strasburgo, 35 Bordeaux                                                                                  |
|    | Francia (bandiera)        | Léon Deladerrière      | 106  | 379   | 0,28  | 1947-1963                     | 97 FC Nancy, 10 Tolosa                                                                                      |
|    | Francia (bandiera)        | Michel Stievenard      | 106  | 405   | 0,26  | 1954-1968                     | 43 Lens, 63 Angers                                                                                          |
| 73 | Francia (bandiera)        | Édouard Kargu          | 105  | 208   | 0,50  | 1949-1956                     | 105 Bordeaux                                                                                                |
|    | Francia (bandiera)        | Daniel Xuereb          | 105  | 442   | 0,24  | 1977-1993                     | 21 Olympique Lione, 39 Lens, 20 Paris Saint-Germain, 21 Montpellier, 3 Olympique Marsiglia, 1 Tolone        |
| 75 | Francia (bandiera)        | Bernard Rahis          | 104  | 241   | 0,43  | 1954-1963                     | 104 Nîmes                                                                                                   |
|    | Francia (bandiera)        | Alain Caveglia         | 104  | 313   | 0,33  | 1990-2000                     | 25 Sochaux, 31 Le Havre, 47 Olympique Lione, 1 Nantes                                                       |
| 77 | Francia (bandiera)        | Robert Pintenat        | 103  | 297   | 0,35  | 1969-1983                     | 2 Rouen, 17 Red Star, 7 Nîmes, 62 Sochaux, 7 Nancy, 8 Tolosa                                                |
|    | Marocco (bandiera)        | Abdelkrim Merry Krimau | 103  | 337   | 0,30  | 1974-1989                     | 23 Bastia, 12 Lilla, 23 Metz, 3 Strasburgo, 6 Tours, 17 Le Havre, 9 Saint-Étienne, 10 RC France             |
|    | Francia (bandiera)        | François Brisson       | 103  | 505   | 0,20  | 1975-1993                     | 6 Paris Saint-Germain, 22 Laval, 40 Lens, 10 Strasburgo, 1 Olympique Marsiglia, 7 Olympique Lione, 17 Lilla |
| 80 | Francia (bandiera)        | Philippe Piat          | 102  | 240   | 0,43  | 1965-1973                     | 48 Strasburgo, 16 Monaco, 38 Sochaux                                                                        |
|    | Francia (bandiera)        | Marc Berdoll           | 102  | 251   | 0,41  | 1970-1981                     | 62 Angers, 40 Olympique Marsiglia                                                                           |
|    | Francia (bandiera)        | André-Pierre Gignac    | 102  | 290   | 0,35  | 2006-2015                     | 9 Lorient, 34 Tolosa, 59 Olympique Marsiglia                                                                |
|    | Algeria (bandiera)        | Mustapha Dahleb        | 102  | 297   | 0,34  | 1969-1984                     | 17 Sedan, 85 Paris Saint-Germain                                                                            |
|    | Francia (bandiera)        | Philippe Vercruysse    | 102  | 458   | 0,22  | 1980-1997                     | 46 Lens, 17 Bordeaux, 21 Olympique Marsiglia, 14 Nîmes, 4 Metz                                              |
|    | Francia (bandiera)        | Jimmy Briand           | 102  | 483   | 0,22  | 2002-2014 2015-2022           | 39 Rennes, 16 Olympique Lione, 30 Guingamp, 17 Bordeaux                                                     |
| 86 | Jugoslavia (bandiera)     | Vahid Halilhodžić      | 101  | 181   | 0,56  | 1981-1987                     | 93 Nantes, 8 Paris Saint-Germain                                                                            |
|    | Francia (bandiera)        | Kevin Gameiro          | 101  | 305   | 0,33  | 2005-2006 2007-2013 2021-2024 | 50 Lorient, 19 Paris Saint-Germain, 32 Strasburgo                                                           |
|    | Lussemburgo (bandiera)    | Vic Nurenberg          | 101  | 307   | 0,33  | 1951-1963                     | 89 Nizza, 7 Sochaux, 5 Olympique Lione                                                                      |
|    | Francia (bandiera)        | Patrick Revelli        | 101  | 362   | 0,28  | 1969-1982                     | 74 Saint-Étienne, 27 Sochaux                                                                                |
| 90 | Francia (bandiera)        | Philippe Gondet        | 100  | 212   | 0,47  | 1963-1972                     | 98 Nantes, 2 Red Star                                                                                       |
|    | Senegal (bandiera)        | Mamadou Niang          | 100  | 258   | 0,39  | 2000-2011                     | 8 Troyes, 21 Strasburgo, 71 Olympique Marsiglia                                                             |

## Classifica dei marcatori in attività
Di seguito vi è la classifica dei primi 10 marcatori che hanno giocato nella Ligue 1 2023-2024
Elenco aggiornato al 13 aprile 2025.
|   | Naz.               | Nome                | Reti | Pres. | Media | Anni                      | Reti per squadra                                                          |
| - | ------------------ | ------------------- | ---- | ----- | ----- | ------------------------- | ------------------------------------------------------------------------- |
| 1 | Francia (bandiera) | Alexandre Lacazette | 158  | 293   | 0,54  | 2009-2017 2022-           | 158 Olympique Lione                                                       |
| 2 | Francia (bandiera) | Gaëtan Laborde      | 86   | 292   | 0,29  | 2015-                     | 9 Bordeaux, 36 Montpellier, 14 Rennes, 27 Nizza                           |
| 3 | Canada (bandiera)  | Jonathan David      | 85   | 173   | 0,49  | 2020-                     | 85 Lilla                                                                  |
| 4 | Tunisia (bandiera) | Wahbi Khazri        | 75   | 316   | 0,24  | 2012-2016 2018-           | 13 Bastia, 14 Bordeaux, 9 Rennes, 33 Saint-Étienne, 7 Montpellier         |
| 5 | Francia (bandiera) | Rémy Cabella        | 59   | 328   | 0,18  | 2010-2014 2015-2019 2022- | 3 Arles, 24 Montpellier, 8 Olympique Marsiglia, 15 Saint-Étienne, 9 Lilla |
| 6 | Ghana (bandiera)   | André Ayew          | 56   | 223   | 0,25  | 2007-2009 2023-           | 44 Olympique Marsiglia, 3 Lorient, 9 Le Havre                             |
| 7 | Nigeria (bandiera) | Terem Moffi         | 51   | 133   | 0,38  | 2020-                     | 34 Lorient, 17 Nizza                                                      |
| 8 | Algeria (bandiera) | Amine Gouiri        | 50   | 171   | 0,29  | 2017-                     | 22 Nizza, 25 Rennes, 3 Olympique Marsiglia                                |
| 9 | Francia (bandiera) | Téji Savanier       | 48   | 191   | 0,26  | 2018-                     | 6 Nîmes, 42 Montpellier                                                   |
| 9 | Francia (bandiera) | Ludovic Blas        | 48   | 287   | 0,16  | 2015-                     | 6 Guingamp, 32 Nantes, 10 Rennes                                          |

## Classifica dei marcatori con un'unica squadra
|    | Naz.                  | Nome                | Reti | Pres. | Media | Anni                            | Reti per squadra    |
| -- | --------------------- | ------------------- | ---- | ----- | ----- | ------------------------------- | ------------------- |
| 1  | Francia (bandiera)    | Roger Courtois      | 209  | 285   | 0,73  | 1933-1939, 1945-1946, 1947-1952 | Sochaux             |
| 2  | Francia (bandiera)    | Fleury Di Nallo     | 182  | 413   | 0,44  | 1960-1974                       | Olympique Lione     |
| 3  | Francia (bandiera)    | Hervé Revelli       | 175  | 318   | 0,55  | 1965-1971, 1973-1978            | Saint-Étienne       |
| 3  | Francia (bandiera)    | Kylian Mbappé       | 175  | 205   | 0,85  | 2017-2024                       | Paris Saint-Germain |
| 5  | Svezia (bandiera)     | Gunnar Andersson    | 169  | 220   | 0,77  | 1950-1958                       | Olympique Marsiglia |
| 6  | Francia (bandiera)    | Jean Baratte        | 167  | 268   | 0,62  | 1945-1953                       | Lilla               |
| 7  | Francia (bandiera)    | Alain Giresse       | 158  | 520   | 0,30  | 1970-1986                       | Bordeaux            |
| 7  | Francia (bandiera)    | Alexandre Lacazette | 158  | 293   | 0,54  | 2009-2017, 2022-oggi            | Olympique Lione     |
| 9  | Argentina (bandiera)  | Delio Onnis         | 157  | 200   | 0,79  | 1973-1976, 1977-1980            | Monaco              |
|    | Francia (bandiera)    | Désiré Koranyi      | 157  | 252   | 0,62  | 1935-1939, 1945-1950            | Sète                |
| 11 | Francia (bandiera)    | Thadée Cisowski     | 152  | 179   | 0,88  | 1952-1953, 1954-1960            | RC France           |
| 12 | Jugoslavia (bandiera) | Josip Skoblar       | 151  | 159   | 0,95  | 1969-1974                       | Olympique Marsiglia |